# Huracán Lili (1990)
El huracán Lili fue un ciclón tropical moderado de la temporada de 1990. Comenzó como un ciclón subtropical sobre el Atlántico central y se convirtió en huracán mientras avanzaba hacia el oeste hacia los Estados Unidos. Lili no ganó fuerza adicional antes de alejarse de la tierra y debilitarse hasta convertirse en una tormenta tropical. Después de hacer la transición a un ciclón extratropical, tocó tierra en el sureste de Terranova. En general, los efectos del huracán en tierra fueron mínimos, a pesar de las múltiples vigilancias y advertencias de ciclones tropicales. La incertidumbre inicial en su trayectoria generó cierta preocupación de tocar tierra en Carolina del Norte, pero permaneció predominantemente sobre el océano abierto.
costa este de los Estados Unidos.

## Historia meteorológica
A principios de octubre de 1990, existía un sistema de baja presión no tropical en los niveles superiores de la atmósfera al suroeste de las Azores. El 6 de octubre, la borrasca se trasladó a la superficie, y al hacerlo se convirtió inmediatamente en un ciclón subtropical. El sistema se movió lentamente hacia el suroeste durante varios días, adquiriendo gradualmente las características de un ciclón tropical; luego de girar hacia el oeste y acelerar en velocidad de avance, se convirtió en huracán a las 0000 UTC del 11 de octubre. Dirigido por una dorsal hacia el norte, el huracán Lili continuó su trayectoria hacia el oeste. Nunca se intensificó significativamente y alcanzó su máxima intensidad con velocidad del viento de 120 km/h (75 mph) y una presión atmosférica mínima de 987 mbar simultáneamente con su actualización en un huracán. Posteriormente, la presión del aire comenzó a aumentar lentamente. A última hora del 11 de octubre, el ciclón pasó a unas 225 km (139,8 mi) al sur de Bermuda .
A medida que se acercaba a los Estados Unidos, la tormenta se desaceleró y comenzó a girar hacia el norte, pasando 315 km (195,7 mi) al este de Cabo Hatteras, Carolina del Norte. Se debilitó a tormenta tropical el 13 de octubre. Durante un tiempo, la proximidad del sistema a la tormenta tropical Marco resultó en indicios del Efecto Fujiwhara, en el que dos ciclones tropicales parecen girar uno alrededor del otro. Un área de alta presión sobre Terranova dirigió a Lili hacia el noreste, lejos de los Estados Unidos, y la tormenta tropical volvió a acelerar. Bordeó la costa de Nueva Escocia y se transformó en un ciclón extratropical el 15 de octubre, disipándose poco después de cruzar el sureste de Terranova.

## Preparativos e impacto
El 11 de octubre, se emitió una advertencia de huracán para las Bermudas, aunque fue reemplazada por una advertencia de tormenta tropical más tarde ese día. Sin embargo, los efectos de la tormenta en la isla se limitaron a lluvias y ráfagas de viento. También provocó fuertes vientos en Nueva Escocia y Terranova.
La trayectoria del huracán fue inicialmente incierta. Algunos pronósticos indicaron que continuaría hacia el oeste y tocaría tierra en Carolina del Norte, mientras que otros predijeron que no tocaría tierra. Se ordenó una "evacuación general" en la Isla Ocracoke, mientras que se publicaron múltiples vigilancias y advertencias de ciclones tropicales a lo largo de las costas de Carolina del Norte y Virginia. Algunos residentes compraron suministros de emergencia para prepararse para el huracán. Lili tuvo un impacto mínimo en tierra, sin que se reportaran muertes ni daños significativos. La costa de Carolina del Norte sufrió una erosión de la playa menor. Un periódico informó que las lluvias de la tormenta provocaron inundaciones en el sur de Pennsylvania, particularmente en y alrededor de Arendtsville. Al menos una familia se vio obligada a abandonar su hogar y una carretera estatal fue cerrada temporalmente. Sin embargo, el informe preliminar del Centro Nacional de Huracanes sobre el huracán Lili no confirma que los dos eventos estuvieran relacionados.